# Sjumannarugby vid panamerikanska spelen
Sjumannarugby vid panamerikanska spelen har spelats sedan 2011. Damernas turnering tillkom 2015.

## Historisk överblick över grenar
| Grenar / År         | 2011 | 2015 | 2019 | 2023 |
| ------------------- | ---- | ---- | ---- | ---- |
| Damernas turnering  |      | X    | X    | X    |
| Herrarnas turnering | X    | X    | X    | X    |

## Medaljsammanfattning

### Damernas turnering
| Spel (gren) | Värdort – damernas sjumannarugby | Final   | Final    | Final  | Match om tredjepris | Match om tredjepris | Match om tredjepris |
| Spel (gren) | Värdort – damernas sjumannarugby | Vinnare | Resultat | Tvåa   | Trea                | Resultat            | Fyra                |
| ----------- | -------------------------------- | ------- | -------- | ------ | ------------------- | ------------------- | ------------------- |
| 2015        | Toronto, Kanada                  | Kanada  | 55 – 7   | USA    | Brasilien           | 29 – 0              | Argentina           |
| 2019        | Lima, Peru                       | Kanada  | 24 – 10  | USA    | Colombia            | 29 – 24 (e.f.)      | Brasilien           |
| 2023        | Santiago, Chile                  | USA     | 19 – 12  | Kanada | Brasilien           | 45 – 0              | Colombia            |

### Herrarnas turnering
| Spel (gren) | Värdort – herrarnas sjumannarugby | Final     | Final    | Final     | Match om tredjepris | Match om tredjepris | Match om tredjepris |
| Spel (gren) | Värdort – herrarnas sjumannarugby | Vinnare   | Resultat | Tvåa      | Trea                | Resultat            | Fyra                |
| ----------- | --------------------------------- | --------- | -------- | --------- | ------------------- | ------------------- | ------------------- |
| 2011        | Guadalajara, Mexiko               | Kanada    | 26 – 24  | Argentina | USA                 | 21 – 17             | Uruguay             |
| 2015        | Toronto, Kanada                   | Kanada    | 22 – 19  | Argentina | USA                 | 40 – 12             | Uruguay             |
| 2019        | Lima, Peru                        | Argentina | 33 – 10  | Kanada    | USA                 | 24 – 19 (e.f.)      | Brasilien           |
| 2023        | Santiago, Chile                   | Argentina | 24 – 5   | Chile     | Kanada              | 19 – 17             | USA                 |